# Violent Cases
Violent Cases est un roman graphique paru en 1987.
- Scénario : Neil Gaiman
- Dessins et couleurs : Dave McKean

## Synopsis
Violent Cases relate un épisode de l'enfance du narrateur alors qu'il a une trentaine d'années : lorsqu'il avait 5 ou 6 ans, son père lui cassa accidentellement le bras. Il l'emmena chez un ostéopathe qui se trouvait être l'ancien ostéopathe d'Al Capone. Malgré la jeunesse de son patient, le praticien se confie à lui.

## Analyse
Bien que la forme générale du livre s'apparente au comics, les auteurs préfèrent le terme de roman graphique. Il n'y a pas de héros aux super-pouvoirs dans un monde manichéen. C'est une tranche de vie relatée par le protagoniste 20 ans plus tard ; l'histoire met en évidence la résurgence des souvenirs traumatiques des enfants.

## Publication

### Éditeurs
- Titan Books (en) : éditeur de la version originale (1987)
- Zenda : première édition en français (1992)
- Au Diable Vauvert : réédition (2006)